# Riudellots de la Selva
Riudellots de la Selva es un municipio español de la provincia de Gerona, Cataluña. Situado en la comarca de la Selva, al este de la misma y en el límite con la de la del Gironés, a poca distancia de la ciudad de Gerona.

## Geografía
Integrado en la comarca de La Selva, se sitúa a 11 kilómetros de la capital provincial. El término municipal está atravesado por la Autovía del Nordeste (A-2) entre los pK 705 y 707 y por la Autopista del Mediterráneo (AP-7), además de por la N-156, que da acceso al aeropuerto de Gerona, y por la carretera C-25, que conecta con Vich y Cassá de la Selva.
Su geografía es un tanto especial, ya que ocupa una parte de la zona drenada del río Oñar. Este río es el principal protagonista de la población, dado que a su paso deja numerosos afluentes que rodean el pueblo de agua. La altitud oscila entre los 125 y los 92 m de altitud. El pueblo se alza a 98 m sobre el nivel del mar. 
| Noroeste: Aiguaviva                            | Norte: Fornells de la Selva | Noreste: Fornells de la Selva y Campllonch |
| Oeste: Viloví de Oñar                          |                             | Este: Campllonch                           |
| Suroeste: Viloví de Oñar y Caldas de Malavella | Sur: Caldas de Malavella    | Sureste: San Andrés Salou                  |

## Demografía
Riudellots de la Selva cuenta con una población de 2142 habitantes (INE 2024).
| Gráfica de evolución demográfica de Riudellots de la Selva entre 1842 y 2021                                        |
| |
| Población de derecho según los censos de población del INE Población de hecho según los censos de población del INE |

## Comunicaciones
En Riudellots de la Selva finaliza el llamado Eix Transversal (C-25) de Cervera a Gerona. El término está atravesado también por la N-II y la AP-7. Dispone de estación de ferrocarril de la línea Barcelona-Portbou y está cercano al aeropuerto de Gerona-Costa Brava.

## Economía
Agricultura de secano y de regadío, ganadería, industria agropecuaria y turismo.

## Lugares de interés
- Iglesia de Sant Esteve, de estilo gótico tardío.
- Fundación Mona (centro de cría y recuperación de chimpancés y macacos).